# Youngův doslovný překlad
Youngův doslovný překlad (Young's Literal Translation, zkratka YLT) je překlad bible do angličtiny, publikovaný v roce 1862, pořízený skotským amatérským teologem Robertem Youngem (1822–1888), také autorem biblické konkordance a podrobného kritického komentáře k Novému zákonu. V roce 1887 byla vydána první revidovaná verze překladu, v roce 1898 posmrtně další.
Youngova verze je neobvyklá tím, že jde o přísně doslovný překlad hebrejského či řeckého textu, zachovávající či s co nejmenším počtem změn napodobující originální gramatickou i syntaktickou strukturu do nejmenších detailů. Za určité hebrejské slovo či jazykový jev (zvláště v hebrejském slovesném systému) je zvolen co nejbližší anglický ekvivalent, kterého se překlad drží po celou dobu, bez ohledu na anglickou stylistiku, protože, dle Youngova názoru, „lidské tradice narušují Boží slovo“ (z předmluvy ke druhému vydání).
Určité termíny, které mají v angličtině zavedený ekvivalent (např. bishop, devil, church, temptation, tj. biskup, ďábel, církev, pokušení) překládá nově dle jejich prapůvodního významu (overseer, accuser, assembly, trial, tj. dohlížitel, pomlouvač, shromáždění, zkouška). Hebrejské olam a řecké aión, která se zpravidla do angličtiny překládají slovy eternal, eternity (věčný, věčnost) překládá Young age, age-enduring (věk, věk trvající).
Youngův překlad nenahrazuje jedno slovo vždy důsledně jedním ekvivalentem, míra konkordance je ale mnohem větší, než u jiných překladů své doby (dle předmluvy k 1. vydání: „hebrejské slovo natan, které překladatelé Bible krále Jakuba přeložili šedesáti sedmi různými způsoby... překládám deseti, a tak dále. Překladatel je ale čím dál tím více přesvědčen, že i toto malé číslo je možné ještě snížit.“)